# 922
El 922 (CMXXII) fou un any comú de l'edat mitjana començat un dimarts.

## Esdeveniments
- Robert I és coronat rei de França
- El Peloponès es revolta contra l'Imperi Romà d'Orient[1]

## Necrològiques
- Galí III d'Aragó, comte d'Aragó
- Maig, Sada (Iemen): Muhammad al-Murtada li-Din Allah, imam zaydita ràssida del Iemen.